# Marina Popóvich
Marina Lavrentievna Popóvich de soltera Vasílieva (en ruso: Мари́на Лавре́нтьевна Попо́вич; 20 de julio de 1931-30 de noviembre de 2017) fue una ingeniera, escritora, aviadora y oficial de la Fuerza Aérea Soviética. En 1964, se convirtió en la tercera mujer y la primera mujer soviética en romper la barrera del sonido. Conocida como «Madame MiG» por su trabajo como piloto de pruebas, durante su carrera estableció más de cien récords mundiales de aviación en más de cuarenta tipos distintos de aeronaves en 5600 horas de vuelo. Además fue nombrada Honorable maestra de deportes de la URSS, Doctora en Ciencias Técnicas, profesora, miembro de la Unión de Escritores de Rusia y a lo largo de su carrera ha sido galardonada con numerosas órdenes y medallas.

## Biografía

### Infancia y juventud
Marina Vasílieva nació el 20 de julio de 1931, en la granja Leonenki un Jútor del raión de Vélizh en el Óblast de Smolensk en el seno de una familia de músicos, pero desde su infancia, en tiempos de guerra, soñaba con la aviación militar, su familia fue evacuada a Novosibirsk durante la Segunda Guerra Mundial.

Nos bombardeaban constantemente, entonces veía el horror de la guerra... Recuerdo, como en mis ojos los fascistas en los aviones disparaban y perseguían a la chica, que llevaba agua en cubos, el horror... Y quería ser piloto, pensando, que sólo en avión se puede ahuyentar a los fascistas. El tiempo pasó... Mientras crecía, la guerra terminó, no había fascistas, pero el deseo de aprender a volar se mantuvo.

Con el deseo de seguir una carrera como piloto profesional, Marina intentó entrar en un club de vuelo, pero con su altura de apenas un metro y medio no podía ingresar. «Mis piernas no llegaban a los pedales», recordaba: «Entonces me propuse estirar las piernas. Encontré unos vadeadores de escalada y pedí que me suspendieran boca abajo. Como resultado, o bien crecí (tenía 16 años) o mis ejercicios me ayudaron, pero mi altura aumentó a 1,61 metros y el camino hacia el club de vuelo se abrió. Al principio hacía paracaidismo y luego empecé a volar».
Pero en ese momento, después de la guerra, la Unión Soviética dejó de aceptar mujeres en las escuelas de vuelo. A la edad de 16 años, pero declarando que tenía 22 años, escribió al Presidente del Consejo de Ministros de la URSS, el mariscal de la Unión Soviética Kliment Voroshílov para preguntarle si podía ingresar en una escuela de vuelo. Voroshílov intercedió en su nombre y fue admitida en la Escuela Técnica de Aviación de Novossibirsk, donde se graduó en 1954 como piloto instructor.

### Carrera militar
Después de graduarse, trabajó como ingeniera y luego como instructora de vuelo. En 1962, ingresó en el primer grupo de mujeres que se entrenarían para convertirse en cosmonautas en el programa espacial soviético. Después de dos meses de duro entrenamiento, fue apartada del programa. Creía que no la habían aceptado porque no sabía nadar y, además, ya tenía un hijo. Su esposo, Pável Popóvich, por el contrario si fue admitido en el programa, convirtiéndose en la octava persona en viajar al espacio a bordo del Vostok 4 en 1962.
En 1963, se convirtió en piloto de la Fuerza Aérea Soviética y al año siguiente, en 1964 fue admitida como piloto de pruebas militar. Más tarde ese mismo año (10 de junio), fue la primera mujer que rompió la barrera del sonido en un MiG 21. Pasó a la reserva como militar en 1978 y después se unió al Antonov Design Bureau como piloto de pruebas. En Antonov, logró diez récords de vuelo con el turbohélice Antonov An-22. Se retiró en 1984.
Marina Popóvich, fue miembro de la Unión de Escritores de Rusia, y es autora de varios libros, incluida la colección de poesía Zhizn - vechny vzlyot (La vida es una eterna ascensió, 1972) y la biografía de su primer marido, el cosmonauta Pável Popóvich. Además, fue coautora de dos guiones cinematográficosː Nebo So Mnoy (El cielo está conmigo, 1974) y Buket Fialok (Ramo de violetas, 1983).
Murió el 30 de noviembre de 2017 en Krasnodar. Fue enterrada con honores militares en el Cementerio Conmemorativo Militar Federal, situado en el distrito de Mytishchinsky (óblast de Moscú), en las afueras al noreste de Moscú. Una estrella de la constelación de Cáncer lleva su nombre

### Popóvich y los Ovnis
Marina Popóvich habló de su experiencia con Ovnis en su libro titulado Ovni Glásnost (en ruso: УФО-гласность), publicado en 2003 en Alemania, y en conferencias y entrevistas públicas. Afirmó que los pilotos militares y civiles soviéticos habían confirmado 3000 avistamientos de ovnis y que la Fuerza Aérea Soviética y el KGB habían recuperado fragmentos de cinco Ovnis estrellados. Posteriormente declaró que la ufología le apasionabaː «Los fenómenos anormales poco explorados se han convertido en mi segundo amor después del cielo».

## Familia

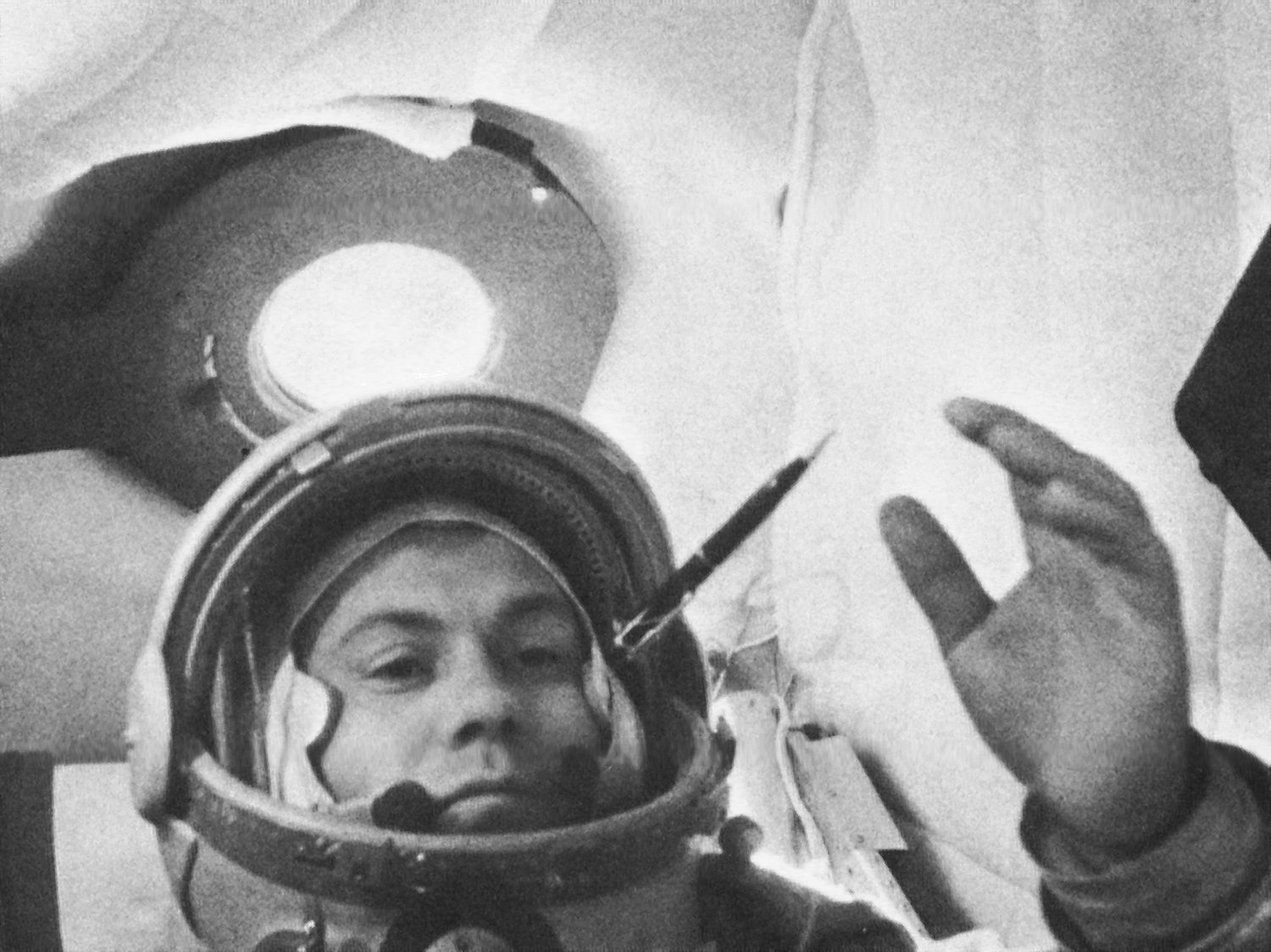
Pável Popóvich —esposo de Marina Popóvich— en la nave espacial Vostok 4

El primer marido de Popóvich fue Pável Popóvich (1930-2009), un ex cosmonauta soviético, con quien tuvo dos hijas, Natalia (n. 1956) y Oksana (n. 1968), ambas graduadas en el Instituto Estatal de Relaciones Internacionales de Moscú. Además, tuvo dos nietas, Tatiana y Alexandra, y un nieto Michael, este último nacido en Inglaterra. Su segundo marido fue Borís Alexándrovich Zhijorev (n. 1948), un piloto militar, mayor general de aviación retirado de la Fuerza Aérea de Rusia, vicepresidente del Comité Central de la Unión de Oficiales Soviéticos, Presidente de la Organización Regional de Moscú del SSO.

## Obras

### Libros
Marina Popóvich era miembro de la Unión de Escritores de Rusia. Entre los libros que publicó destacan:
- «Прыжок в небо» (Salta al cielo)
- «Старт над облаками» (в сборнике «Жизнь — вечный взлёт») (1972)
- «Хождение за два Маха» (Caminando en Mach 2, 1981)
- «Сёстры Икара» (Hermanas de Ícaro)
- «Автограф в небе» (Autógrafo en el cielo, 1988)
- «НЛО над планетой Земля» (Ovni sobre el planeta Tierra, 2003)
- «УФО-гласность» (Ovni Glásnost, 2003)[14]
- «Магия неба» (La magia del cielo, 2007)
- «Наедине с небесами» (en coautoría con B. A. Zhikhorev)
- «Система передачи информации» (en colaboración con V. Popova y L. Andrianova)
- «Письма внеземных цивилизаций» (en colaboración con V. Popova y L. Andrianova)
- «Я — лётчик. Воспоминания и размышления» (Soy piloto. Recuerdos y Reflexiones, 2011)

### Guiones cinematográficos
- Nebo So Mnoy (El cielo está conmigo, 1974)
- Buket Fialok (Ramo de violetas, 1983).

## Condecoraciones
- Orden de la Bandera Roja del Trabajo (1985)
- Orden de la Insignia de Honor (1958)
- Medalla Conmemorativa por el Centenario del Natalicio de Lenin
- Medalla al Trabajador Veterano
- Medalla de Oro del Aire de la FAI - por la difusión del conocimiento aeronáutico (1972)
- Medalla Conmemorativa del 20.º Aniversario de la Victoria en la Gran Guerra Patria de 1941-1945
- Medalla del 50.º Aniversario de las Fuerzas Armadas de la URSS
- Medalla del 60.º Aniversario de las Fuerzas Armadas de la URSS
- Medalla del 70.º Aniversario de las Fuerzas Armadas de la URSS
- Medalla Conmemorativa del 850.º Aniversario de Moscú
- Medalla Conmemorativa del 1500.º Aniversario de Kiev
- Medalla por servicio impecable de 2.do y 1.er grado
- Piloto de pruebas militar soviético de primera clase
- Honorable Maestro de Deportes de la Unión Soviética.